# Kai Sheng Loo
Kai Sheng Loo (* 9. Januar 2007 in Singapur) ist ein singapurischer Fußballspieler.

## Karriere
Kai Sheng Loo erlernte das Fußballspielen in der Schulmannschaft der Singapore Sports School. Am 1. Juni 2023 wechselte er zum Erstligisten Young Lions. Die Young Lions sind eine U23-Mannschaft, die 2002 gegründet wurde. In der Elf spielen U23-Nationalspieler und auch Perspektivspieler. Ihnen soll die Möglichkeit gegeben werden, Spielpraxis in der ersten Liga zu sammeln. Sein Erstligadebüt gab Kai Sheng Loo am 7. Juli 2023 (19. Spieltag) im Heimspiel gegen die Lion City Sailors. Bei der 0:4-Heimniederlage wurde er in der 83. Minute für Syafi’ie Redzuan eingewechselt. 2023 bestritt er zwei Erstligaspiele.